# Кохассет (Миннесота)
Кохассет (англ. Cohasset) — город в округе Айтаска, штат Миннесота, США. По данным переписи за 2010 год число жителей города составляло 2698 человек.

## Географическое положение
По данным Бюро переписи населения США город имеет общую площадь в 91,3 км², из которых 68,6 км² — суша, 22,7 км² — вода. На юге граничит с административным центром округа — городом Гранд-Рапидс. Через Кохассет протекает река Миссисипи, на его территории находятся несколько озёр.
Через город проходит шоссе  US 2.

## История
Кохассет был назван в честь одноимённого города в Массачусетсе. Почтовый офис города открылся в 1892 году. В начале 1900-х годов в городе открылись несколько предприятий, одним из них была компания «Cohasset Hardwood Manufacturing Company», расположенная к северо-западу от моста через реку Миссисипи (позже была известна как «Cohasset Woodenware Company», затем «Glen Wood Pail Factory» и «Itasca Cooperage Company»). На заводе работало сто двадцать пять человек, компания производила бочки, тару для конфет, масла, кофе и маринованной рыбы. В 1906 году за десятичасовой рабочий день предлагалась зарплата в 2 доллара. В 1915 году компания поменяла владельца, она начала производить высококачественное дерево. В 1918 году после разорения предыдущих владельцев компания начала производить бочки и другие изделия из дерева.

## Население
В 2010 году на территории города проживало 2698 человек (из них 50,3 % мужчин и 49,7 % женщин), насчитывалось 1067 домашних хозяйств и 795 семей. На территории города было расположено 1324 постройки со средней плотностью 19,3 построек на один квадратный километр суши. Расовый состав: белые — 94,9 %, коренные американцы — 2,0 %.
Население города по возрастному диапазону по данным переписи 2010 года распределилось следующим образом: 25,8 % — жители младше 21 года, 57,9 % — от 21 до 65 лет и 16,3 % — в возрасте 65 лет и старше. Средний возраст населения — 46,0 лет. На каждые 100 женщин в Кохассете приходилось 101,2 мужчин, при этом на 100 совершеннолетних женщин приходилось уже 99,3 мужчин сопоставимого возраста.
Из 1067 домашних хозяйств 74,5 % представляли собой семьи: 62,5 % совместно проживающих супружеских пар (19,7 % с детьми младше 18 лет); 8,2 % — женщины, проживающие без мужей, 3,7 % — мужчины, проживающие без жён. 25,5 % не имели семьи. В среднем домашнее хозяйство ведут 2,52 человека, а средний размер семьи — 2,89 человека. В одиночестве проживали 20,8 % населения, 7,8 % составляли одинокие пожилые люди (старше 65 лет).

## Экономика
В 2014 году из 2196 трудоспособных жителей старше 16 лет имели работу 1328 человек. При этом мужчины имели медианный доход в 56 987 долларов США в год против 32 130 долларов среднегодового дохода у женщин. В 2014 году медианный доход на семью оценивался в 68 182 $, на домашнее хозяйство — в 60 597 $. Доход на душу населения — 32 522 $. 4,5 % от всего числа семей в Кохассете и 7,3 % от всей численности населения находилось на момент переписи за чертой бедности.